# NGC 5323
NGC 5323 est une galaxie spirale située dans la constellation de la Petite Ourse. Sa vitesse par rapport au fond diffus cosmologique est de 2 001 ± 75 km/s, ce qui correspond à une distance de Hubble de 29,5 ± 2,3 Mpc (∼96,2 millions d'al). NGC 5323 a été découverte par l'astronome germano-britannique William Herschel en 1797.
La classe de luminosité de NGC 5323 est I-II.